# Dan kad je Zemlja stala (2008.)
Dan kad je Zemlja stala - američki znanstvenofantastični film iz 2008., nova verzija istoimenog filma iz 1951. Scenarij se bazira na klasičnoj znanstvenofantastičnoj kratkoj priči "Farewell to the Master" Harryja Batesa, te adaptaciji scenarija Edmunda H. Northa iz 1951.
Ova verzija, koju je režirao Scott Derrickson, zamjenjuje temu nuklearnog rata sa suvremenim pitanjem ljudskog utjecaja na ekološku ravnotežu. Film prati Klaatua, vanzemaljca poslanog da pokuša promijeniti ljudsko ponašanje ili istrijebiti ljude s lica Zemlje.
Film je trebao izaći 9. svibnja 2008., ali se počeo prikazivati tek 12. prosinca 2008., u klasičnim kinodvoranama i u dvoranama sa standardom IMAX. Kritike su uglavnom bile negativne; od 186 osvrta na portalu Rotten Tomatoes samo 21% iz njih je bilo pozitivno; u pravilu, smatralo se da film ima "mnogo specijalnih efekata, ali nema koherentnu priču u svojoj osnovi". Film je u prvom tjednu prikazivanja zauzeo vrh na američkim kinoblagajnama i otad je zaradio preko 233 milijuna dolara u svijetu.

## Radnja
Godine 1928., na ekspediciji u snijegom pokrivenom Karakorumu u Indiji, planinar nailazi na užarenu kuglu. Dodirne ju, a u sljedećem trenutku gubi svijest. Kad se probudi shvati da je kugla nestala, a na ruci pronalazi ožiljak.
U sadašnjosti Američka federalna vlada žurno okuplja grupu zanstvenika, uključujući profesoricu Helen Benson (Jennifer Connelly) sa sveučilišta Princeton, da naprave plan preživljavanja u slučaju da nepoznato svemirsko tijelo koje se približava Zemlji brzinom otprilike jedne desetine brzine svjetlosti padne na Manhattan.
Predmet uspori trenutak prije udara, te otkrivaju da se radi o velikom svemirskom brodu u obliku kugle koji sleti u Central Park. Iz kugle izlazi vanzemaljac kojeg okružuju naoružani pripadnici američke vojske. Usred zbrke i nedostatka jasne zapovjedne linije, jedan od vojnika puca i rani vanzemaljca. Tad se pojavljuje ogroman robot koji zaštiti vanzemaljca odaslavši val energije koji privremeno paralizira ljude i poremeti sve električne sustave u New Yorku. Zatim vanzemaljac naređuje robotu da se ugasi.
Ozlijeđenog vanzemaljca žurno odvoze u vojnu bolnicu gdje kirurg koji odstranjuje metak otkriva da je tijelo zapravo svemirsko odijelo nalik na placentu koje prekriva biće koje liči na čovjeka. Biće se brzo postara u Klaatua (Keanu Reeves). Klaatu izgleda kao čovjek iz uvodne scene od kojeg je vanzemaljac uzeo DNK. Klaatu obavijesti Reginu Jackson (Kathy Bates), ministricu obrane, da predstavlja grupu vanzemaljaca koja želi razgovarati s UN-om. Jackson ga odbija te naređuje da ga pošalju na sigurnu lokaciju radi ispitivanja. Klaatu uspijeva pobjeći zahvaljujući Helen, te ga progone vlasti diljem Newarka i šumovitog Highlandsa, s Helen i njezinim posinkom, Jacobom (Jaden Smith). Helen spašava bočicu s placentom koju Klaatu odmah koristi da zacijeli ranu od metka.
U međuvremenu je prisutnost kugle izazvala paniku u cijelom svijetu. Oružane snage SAD-a uspiju zatočiti robota nakon što omete njihove pokušaje da unište kuglu MQ-9 Reaperom koji lansira rakete. Klaatu se sastane s Gdinom Wuom (James Hong), drugim vanzemaljcem koji živi na Zemlji 70 godina. Wu govori Klaatuu da smatra ljudsku rasu destruktivnom i nesklonom promjenama. To potvrđuje dotadašnje Klaatuovo iskustvo, i on donosi odluku da se planet, - koji ima rijetku sposobnost da održava kompleksne oblike života -, mora očistiti od ljudi da bi osigurao njegov opstanak. Wu je usprkos sklonosti prema uništavanju zavolio ljudski rod, te odluči ostati na Zemlji i umrijeti s ljudima. Klaatua to zbunjuje, ali nastavlja s postupkom eliminiranja ljudske vrste. Naređuje manjim kuglama, skrivenim na Zemlji, da uzmu primjerke životinjskih vrsta. Helen dovozi Klaatua do jezera u šumi. Svjedoči Klaatuovom pozivanju manjih kugli (čime se evocira Noina arka) dok Klaatu hoda po vodi. Diljem planeta kugle sakupljaju druge oblike života. Helen ispituje Klaatua o njegovoj tvrdnji da je došao spasiti Zemlju i otkriva da on misli da je jedini način da spasi planet taj da istrijebi ljude. Moli ga da shvati da se ljudi mogu promijeniti. Policajac koji prolazi mimo jezera zamijećuje neobičnu aktivnost. Prepoznaje Klaatua kao traženu osobu. Vadi pištolj i suočava se s njim, no Klaatu se obrani koristeći se telekinezom da baci Helenin auto na policajca i ubije ga. Ali Klaatu ga zatim oživljava nanoseći mu placentu i polažući mu svoje ruke na glavu (nalik na Isusovo oživljavanje Lazara).
Nadajući se da će se Klaatu predomisliti, Helen ga odvede u dom nobelovca, profesora Barnhardta (John Cleese), gdje raspravljaju o tome kako je Klaatuova vlastita vrsta prošla kroz drastičnu evoluciju da preživi smrt svoje zvijezde.
U međuvremenu je robot, kojeg je američka vlada nazvala Gort (skr. eng. Genetically Organized Robotic Technology), podvrgnut eksperimentima u podzemnom objektu u Virginiji. Uzaludno pokušavajući izbušiti robota, komadić bušilice nenamjerno oslobađa Gortov genetski materijal koji stvara bića slična insektima. Naposljetku se robot dezintegrira u roj tih bića koja započinju uništavati sve ljude i sva predmete koje su ljudi napravili na svom putu. Međutim, roj ne uništava travu, drveće i ostale životinjske vrste čime, izgleda, želi ostaviti planet u njegovom prirodnom stanju. Roj kreće na Manhattan, prema glavnoj kugli.
Nakon što razgovara s profesorom Barnhardtom, Klaatu vjeruje da se ljudi možda mogu promijeniti. Jacob izdaje Klaatua: nazove policiju i oda njihovu lokaciju, zbog čega oni pošalju tri helikoptera. Klaatu opet koristi svoje telekinetičke moći da stvori zvuk koji ometa radiouređaje pilotâ, čime oni gube kontrolu nad letjelicama i sruše se, no ipak uspiju zarobiti Helen. Jacob i Klaatu su sada saveznici, a ministrica Jackson dopušta Helen da pokuša urazumiti Klaatua. Klaatu je napokon uvjeren da se ljudi mogu promijeniti, te im dopuštaju da se upute u Central Park prema velikoj kugli da spriječe roj. U tom trenutku predsjednik naređuje Jackson da ubije Klaatua. Klaatu, Helen i Jacob prežive, ali kasne.
Klaatu upozorava da će, čak i ako uspije zaustaviti Gorta, ljudi platiti za svoj način života. Roj dolazi prije nego što uspiju doći do kugle, te Jacoba i Helen zaraze minijaturni roboti. Moli Klaatua da spasi Jacoba umjesto nje. Klaatu ih spašava oboje prenoseći zarazu u vlastito tijelo, zatim ulazi u roj prema kugli i dodirne ju. Kugla deaktivira roj, ali je zauvijek izgubljeno električno napajanje na Zemlji. Ogromna kugla napusti Zemlju.

## Uloge
- Keanu Reeves je Klaatu, vanzemaljski glasnik u ljudskom obliku. Reeves ne voli nove verzije, ali ga je scenarij impresionirao. Uživao je u originalnom filmu kao dijete i postao njegov obožavatelj u odrasloj dobi kad je mogao razumjeti njegovu važnost, ali preferira ovu verziju zato što nema proturječne Klaatuove poruke o "pokoravanju [...] kao da vanzemaljac ima veću palicu".[6] Reeves priznaje da je njegov Klaatu "invertiran" od originala, tj. započeo je kao "opak i čvrst", ali je postao "humaniji", dok je u originalu bio "čovječniji od čovjeka" prije nego što je pokazao svoju "veliku palicu" u završnom govoru.[7] Usporedio je novu verziju Klaatua s Bogom punim bijesa koji je potopio svijet u Starom zavjetu, ali je nježan i milostiv do vremena Novog zavjeta.[8] Proveo je puno tjedana prerađujući scenarij, pokušavajući preobraziti Klaatua iz vanzemaljca u ljudskom obliku do nekog tko poštuje ljudske osjećaje i vjerovanja kao suptilna i istančana.[4] Redatelj S. Derrickson je rekao da, iako Reeves nije htio napraviti ništa "što je jako neobično ili jako nepredvidljivo", ipak "vas podsjeća na činjenicu da ovo biće s kojim idete kroz film nije ljudsko biće".[9] U originalu je Klaatu naredio dr. Benson da izgovori robotu rečenicu "Klaatu barada nikto" u slučaju da mu se što dogodi; naredba sprečava Gorta da uništi Zemlju i uskrsne Klaatua. Reevesov Klaatu je izgovara na početku, da ugasi Gorta nakon što je ranjen i na kraju, kad dodirne kuglu i izgovori naredbu da spriječi Gorta da uništi Zemlju. Na Reevesovo inzistiranje klasična je rečenica bila dodana u scenarij nakon što je prvobitno bila izostavljena.[10] Rečenica je bila snimljena nekoliko puta, te su odlučili da kombiniraju dvije snimke: ona na kojoj je Reeves izgovara normalno i ona na kojoj je izgovara unatrag, dajući joj "vanzemaljski" dojam.[11]
- Jennifer Connelly je Helen Benson, čuvena astrobiologinja sa sveučilišta Princeton, koju regrutira vlada da proučava Klaatua. Connelly je bila Derricksonov prvi izbor za ulogu.[9] Ona je obožavateljica originalnog filma i smatrala je da je izvedba Patricie Neal kao Helen "nevjerojatna", ali je vjerovala u reinterpretaciju priče i Helen, koja je u originalu bila tajnica.[10] Connelly je naglasila da je Helen bila zadivljena kad je upoznala Klaatua, jer nikad nije vjerovala da će susresti osjećajnog vanzemaljca kao što je on, nakon toliko dugo nagađanja o vanzemaljskom životu.[4] Connelly se posvetila tome da razumije govor znanstvenih krugova, a Seth Shostak, američki astronom i savjetnik na projektu, je izjavio da je napravila sve "osim pisanja molbe za stipendiju u NASA-i".[12]
- Jaden Smith je Jacob Benson, Helenin buntovni osmogodišnji posinak. Sukob između njega i Helen se pogoršao nakon smrti njegova oca, i on na početku ne voli Klaatua jer vjeruje da je on mogući očuh. Jacob zamjenjuje lik Bobbyja u originalu, a njegov odnos s Helen je opisan kao mikrokozmos u kojem Klaatu vidi čovječanstvo - vanzemaljac vidi njihov hladan odnos kao normalno ljudsko ponašanje, a njihovo pomirenje ga natjera da se predomisli. Smith je upoznao Keanua Reevesa prije - na setu filma The Matrix, u kojoj je glumila njegova majka Jada Pinkett-Smith - iako je imao samo tri godine u to vrijeme.[4]
- John Cleese je profesor Karl Barnhardt, nobelovac i fizičar koji se specijalizirao za evolucionističko načelo altruizma. Helen vodi Klaatua k njemu da se predomisli. Filmašima je bilo teško odabrati glumca za tu ulogu pa su se obratili Cleeseu s pitanjem "Tko bi bolje dao argument [Klaatuu] za čovječanstvo od Johna Cleesea?"[13] Producent Stoff se susreo s Cleeseom nekoliko puta prije toga i uočio je njegov intelekt.[4] Glumac je bio iznenađen filmaševim interesom za njega, te je odlučio da bi dramska uloga bila jednostavnija od komične u njegovoj dobi. Često su ga podsjećali da ubrza svoj dijalog da Reeves ne izgleda usklađeno s normalnim ljudskim govorom.[6] Cleese je rekao da nije zainteresiran za izvanzemaljski život zato što često filozofira o smislu života i o tome zašto ljudima trivijalne stvari odvlače pažnju.[4] Cleese je govorio o prikazivanju sposobnosti izvan vlastitog iskustva u sceni u kojoj Klaatu ispravlja formulu koju je Barnhardt zapisao na ploči: "Problem je bio u tome što sam morao biti kadar napisati jednadžbu jer je Barnhardt radio na njoj 60 godina. Naučio sam da pažljivo kopiram stvari koje mi ništa ne znače. U film Riba zvana Wanda puno sam govorio ruski, a da nisam znao što znači".[4] Ekipa je uživala radeći s njim, te im je bilo žao kad je završio sa snimanjem.[13]
- Jon Hamm je dr. Michael Granier, službenik NASA-e koji regrutira Helen u znanstveni tim koji proučava Klaatua. Graniera fascinira Klaatu, ali je rastrgan između službene dužnosti da zadrži vanzemaljca i zaštiti svoju zemlju.[4] Hamm je priznao da je znanstvena fantastika bila zaseban žanr kad je snimljen originalni film, te da su putem nje aktualni problemi postali pristupačniji. Hamm je imao isto mišljenje o novoj verziji.[13] U originalnom filmu njegov je lik Francuz po imenu Michel.[14] Iako ga zanima matematika i znanost, Hammu su tehnički dijalozi bili teški pa je često morao ponavljati svoje rečenice.[4]
- Kathy Bates je Regina Jackson, ministrica obrane. Bates je imala samo dva tjedna da snimi svoje scene, pa je često tražila od Derricksona da mimikom prikazuje njezine dijaloge tako da direktno može razumjeti svrhu svojih dijaloga, bolje nego da interpretira neodređene upute.[4]
- Kyle Chandler je John Driscoll, službenik američke vlade koji odlazi provjeriti istraživanje Gorta, no čije djelovanje dovodi po pogibije svih u podzemnom objektu, a i vlastite, jer je objekt zapečaćen.
- James Hong kao Gdin Wu.

## Produkcija

### Razvoj koncepta
Godine 1994., 20th Century Fox i Erwin Stoff su producirali uspješnicu Brzina. Stoff je bio u uredu studija kad je vidio poster filma Dan kad je Zemlja stala iz 1951., koji ga je nagnao da razmisli o novoj verziji s Reevesom kao Klaatuom. 
Kad je David Scarpa počeo pisati nacrt scenarija 2005., izvršni direktor Thomas Rothman je bio na čelu Foxa i osjećao se odgovornim da napravi novu verziju filma. Scarpa je mislio da je sve u svezi s originalnim filmom još uvijek relevantno, ali je promijenio alegoriju o nuklearnom ratu u štetu za okoliš zato što su se "naše sposobnosti kako da uništimo same sebe promijenile". Scarpa je naglasio da je uragan Katrina 2005. utjecao na njegov stav dok je pisao scenarij. Izbacio je Klaatuov govor na kraju priče zato što je "današnja publika [ne]sklona to tolerirati. Ljudi ne vole da im se propovijeda o okolišu. Pokušali smo izbjeći da naš vanzemaljac gleda otpad u jezeru i potiho pušta suzu [aluzija na reklame iz 1970-ih američke neprofitne organizacije Keep America Beautiful]."
Scott Derrickson se divio redatelju originalnog filma Robertu Wiseu kojeg je upoznao kao student. Općenito ne voli nove verzije, ali je uživao u scenariju za koji je zaključio da je prepričana priča, a ne obnovljena verzija. Također je objasnio da Dan kad je Zemlja stala nije poznati klasik poput Čarobnjaka iz Oza, kojeg se ne bi zamarao snimati. Derricksonovo mjerilo bila je Kaufmanova verzija filma Invazija tjelokradica iz 1956. Klaatu je bio opasniji nego u originalu zato što je redatelj mislio da mora simbolizirati kompleksnije doba 2000-ih. Vodila se rasprava o tome treba li se Klaatu spustiti u Washingtonu, kao u originalu; ali Derrickson je odabrao New York zato što mu se sviđao način na koji se kugla prizemljuje u Central Parku. Derrickson također nije uključio Gortovu originalnu priču koje više nije bilo u scenariju koji je čitao. Već je mislio da je scenarij dobra adaptacija, te nije htio negativne konotacije s fašizmom iz originalnog filma.
Astronom Seth Shostak je bio angažiran kao savjetnik na filmu, pregledao je scenarij nekoliko puta zbog grešaka, davao prijedloge da znanstvenici izgledaju manje suhoparno, te je napomenuo da bi se obraćali jedan drugome prvim imenom. "Stvarni znanstvenici ne opisuju objekt koji ulazi u sunčev sustav 'kao značajnog zbog činjenice da se ne kreće eliptičnom orbitom, već otprilike tri puta deset na sedam metara u sekundi'. Vjerojatnije je da bi rekli da se 'prokleti kamen kreće u našem smjeru!'"

### Snimanje
Snimanje je trajalo od 12. prosinca 2007. do 19. ožujka 2008. u "Vancouver Film Studios", vancouverskom Forumu, Deer Lakeu u Britanskoj Kolumbiji, plaži Jericho i sveučilištu Simon Fraser. Film je trebao biti premijerno prikazan 9. svibnja 2008., ali je premijera bila odgođena do 12. prosinca 2008. zato što je snimanje započelo kasnije nego što je bilo planirano. Kad je započela pretprodukcija, Scarpa je već imao 40 nacrta za scenarij. Film je većinom bio sniman na setovima zbog zime u Vancouveru.
Derricksona su fascinirale sheme boja. Odabrao je plavozelenu i narančastu kao primarne boje za film. Spremište za rakete koje je vojska prenamijenila za eksperimentiranje na Gortu naglašava sivu i narančastu čiju je upotrebu inspirirala slika lave koja se slijeva sivim poljem. Derrickson se odlučio za snimanje tradicionalnog filma, te je učinio boje u postprodukciji suptilnijima zbog realizma.
Za scene Barnhardta i Klaatua u kojima pišu jednadžbe na ploči, sume su nacrtali Marco Peloso sa sveučilišta Minnesota i William Hiscock sa sveučilišta Montana običnim olovkama, a Reeves i Cleese su pisali preko njihovih znakova kredom.
Budući da je Fox imao plan da postane kompanija sa smanjenim ugljičnim otiskom do 2011., produkcija filma je bila ekološka. "Zbog teme filma ili slučajno, bilo je određenih stvari u produkciji koje smo radili i koje su tražili da radimo i tako dalje", rekao je Erwin Stoff. Da smanjimo potrošnju papira, ilustracije, fotografije lokacija i probe kostima su bili postavljeni na mrežno mjesto koje je napravila produkcija za članove ekipe. Kostime su sačuvali za buduće Foxove produkcije ili dali skloništima za beskućnike, umjesto da ih bace. Koristila su se hibridna vozila, a članovi ekipe su imali nalog da ugase motore ako sjede u svojim vozilima dulje od tri minute.

### Vizualni efekti
Weta Digital je stvorio većinu efekata, a dodatan posao su obavili Cinesite i Flash Film Works. Derrickson je u teoriji smatrao da ekološka osviještenost Klaatuovog naroda demonstrira njihovu razinu profinjenosti pa njihovi strojevi imaju biološku osnovu, a ne mehaničku. Mislio je da će moderna publika smatrati originalni leteći tanjur zabavno zastarjelim i karakterističnim za ambijent originalnog filma. Redatelj je također naglasio da je original utjecao na mnoge filmove, te su tehničari morali unijeti novine.
Tim za vizualne efekte je pristupio novom dizajnu svemirske letjelice kao kuglama koje nalikuju interdimenzionalnim portalima. Scenarij je precizirao unutrašnjost kugli kao "stvar sličnu bijelom limbu", ali je savjetnik za vizualne efekte Jeff Okun objasnio da je to bilo izbrisano jer je izgledalo previše "jeftino". Derrickson je mislio da će publika biti znatiželjnija ako se ne prikazuje unutrašnjost broda kao u originalu. Kao i kompjuterski animirane kugle - kao što je Klaatuov brod dug 91 metar, ili kugla visoka 910 metara koja izlazi iz mora - kugle od 320 kilograma i promjera 2,7 metara napravila je kompanija Custom Plastics, koja gradi kugle za Disneyjevske tematske parkove. Kugle su bile prepolovljene radi lakšeg transporta. Bilo je teško postaviti svjetla unutar njih zato što su se topile. Tim je proučavao prirodne objekte, uključujući kapljice vode na površinama Jupitera i Saturna za teksturu kugle.
Derrickson je naglasio trojstveni odnos između kugle, Klaatua i Gorta. Klaatu je prvobitno bio prikazan kao sjajno žarište svjesnog svjetla. Zatim je bio prikazan kao "hodajući oblik sivog uterusa" visok 2,1 metar koji na kraju poprimi u potpunosti ljudski izgled. Filmaši su zamislili prijelazan oblik zato što proučavali ideju o tome da ljudi zamijene svemirsko odijelo za vanzemaljsku kožu, što su na kraju postigli kompjuterskom animacijom i stvarnim efektima.  Todd Masters (Slither) je upravljao kreacijom vanzemaljskog oblika koristeći termalnu plastiku i silikon.
Scenarij je opisao Gorta kao nanotehnološki prije nego što su odredili redatelja, iako on nije precizirao Gortov izgled. Petnaesti nacrt scenarija je opisivao robota kao četveronožni "Totem" koji stoji uspravno nakon što ispali svoju zraku. Okun je objasnio da je bilo puno više "strašnih" ili "nevjerojatnih" koncepata, ali je imalo smisla da robot poprimi poznati ljudski oblik. Naveo je monolit iz narativa 2001.: Odiseja u svemiru kao inspiraciju za Gortovu teksturu, naglašavajući da je to "jednostavan oblik, nema osjećaja [...] jednostavno postoji", što je učinilo Gorta još više zastrašujućim jer publika nije znala što on misli. Animatori su procijenili visinu kompjuterski animiranog robota na 8,5 metara, dok ga je u originalu glumio Lock Martin visok 2,31 metar. Gortov kompjuterski model je bio programiran tako da reflektira svjetlo, te su filmaši proveli neko vrijeme analizirajući pokrete da mogu upravljati njegovom izvedbom. Glumac je nosio utege na rukama i nogama, što je omogućilo animatorima da daju Gortu osjećaj težine i snage. Njegove sposobnosti uništavanja temeljile su se na najezdama skakavaca.

## Premijera
Još prije premijere film je bio nominiran za najbolje vizualne efekte i najbolji zvuk na dodjeli nagrada Satellite 2008. Na dan premijere 12. prosinca 2008. mreža Deep Space Communications kod Cape Canaverala je emitirala film prema zvijezdi Alpha Centauri.

## Kritike
Metacritic je dao filmu ocjenu 40/100 na temelju 34 kritike najbolje ocijenjenih kritičara, smještajući ga u kategoriju "podijeljenih kritika". Samo je 21% kritika na portalu Rotten Tomatoes, temeljenih na 186 kritika, bilo pozitivno. Većina je smatrala da je film "pun specijalnih efekata, koji nema koherentnu priču u svojoj osnovi, ispodprosječno zamišljanje znanstvenofantastičnog klasika iz 1951."
Bruce Paterson iz Australskog udruženja filmskih kritičara dao je filmu 3 od 5 zvjezdica, komentirajući da je općenito loš prijem filma bio "tužna sudbina za iznenađujuće iskrenu posvetu klasiku Roberta Wisea iz 1951." Kenneth Turan iz časopisa Los Angeles Times je "čestitao" izvedbi Keanua Reevesa i u kritici napisao da je "ova suvremena verzija znanstvenofantastičnog klasika znala što radi kad je angažirala Keanua Reevesa, najveće filmsko kameno lice nakon Bustera Keatona."
A. O. Scott iz New York Timesa nije bio impresioniran Reevesovom glumom, komentirajući da "čak i Klaatu izgleda zbunjeno i kao da se dosađuje, kao i kad smo ga znali kao Nea". William Arnold iz Seattle Post-Intelligencera je dao filmu ocjenu minus B i napisao: "Ovo je dovoljno pristojan pokušaj stvaranja nečega što je stari film bio u svoje vrijeme, slijedeći isti osnovni zaplet, pun pristojnih aluzija na svoj uzor, dopunjen galerijom iskreno maštovitih specijalnih efekata". Roger Ebert iz Chicago Sun-Timesa dao je filmu dvije zvjezdice i primijetio da je "film shvatio svoj naslov tako ozbiljno da je zaplet stao zajedno s njim", ali je također izjavio da je "skup, lijep film kojeg je Scott Derrickson dobro napravio". Claudia Puig iz USA Todaya dala je filmu dvije zvjezdice i napisala da smatra film "nazadnim i derivativnim" i da je jedina svijetla točka "angažirana, živahna gluma" 10-godišnjeg Jadena Smitha.
Na dodjeli Zlatne maline 2009. film je bio nominiran za najgoru retroepizodu, novu verziju, krađu ili nastavak, ali je izgubio od Indiane Jonesa i kraljevstva kristalne lubanje.

## Uspjeh na kinoblagajnama
Dan kad je Zemlja stala počeo se prikazivati u Americi 12. prosinca 2008. Tijekom premijernog vikenda i usprkos lošim kritikama, film je zauzeo prvo mjesto, zaradivši 30,480.153 dolara od 3.560 kinodvorana s prosječno 8.562 dolara po dvorani. Od zarade tijekom vikenda 12% je došlo iz dvorana sa standardom IMAX; bio je to "najveći udio IMAX-a za dvodimenzionalni naslov". Film je 2008. bio 27.-i po najvećoj zaradi tijekom premijernog vikenda, ali 40.-i po zaradi u cijeloj godini. Film je uspio ostati na listi 10 najboljih prva četiri tjedna prikazivanja. Zaradio je 79,366.978 dolara kod kuće i 151,465.000 dolara u inozemstvu, a sveukupno 233,093.859 dolara.

## Kućna izdanje
Dan kad je Zemlja stala je izašao na DVD-u i Blu-rayu 7. travnja 2009., skoro četiri mjeseca nakon premijere i samo pet dana nakon završetka prikazivanja u kinodvoranama. Dodaci uključuju komentar Scarpe zajedno s tzv. dodatkom slika u slici koji pokazuje snimke specijalnih efekata, konceptualne ilustracije i fotografije. Također uključuje nekoliko kratkih filmova: "Build Your Own Gort", "Re-Imagining The Day", "Unleashing Gort", "Watching the Skies: In Search of Extraterrestrial Life" i "The Day the Earth was Green." Također su uključene tri galerije fotografija i najava filma. Uz film se nalazi originalni film iz 1951. na posebnom disku. Izdanje Blu-raya sadrži kod za D-BOX.
Prema podacima časopisa Home Media, film je bio drugi po broju posuđivanja tijekom prvog i drugog tjedna. Za prvi tjedan nakon objavljivanja našao se na prvom mjestu u prodaji Blu-raya i drugi na DVD-u, iza Priče za laku noć, zaradivši sveukupno 14,650.377 dolara (bez zarade od Blu-raya).